# Sis (Ararat)
Sis (en armenio: Սիս) es una localidad del raión de Masis, en la provincia de Ararat, Armenia, con una población censada en octubre de 2011 de 1201 habitantes. 
Se encuentra ubicada al norte de la provincia, cerca del río Aras —el principal afluente del río Kurá— y a poca distancia al sur de Ereván y al este de la frontera con Turquía y con la provincia de Armavir.